# Budug
Budug is een bestuurslaag in het regentschap Ngawi van de provincie Oost-Java, Indonesië. Budug telt 1257 inwoners (volkstelling 2010).